# Persiciospora africana
Persiciospora africana är en svampart som beskrevs av J.C. Krug 1988. Persiciospora africana ingår i släktet Persiciospora och familjen Ceratostomataceae.   Inga underarter finns listade i Catalogue of Life.